# Chevregny
Chevregny település Franciaországban, Aisne megyében. Lakosainak száma 191 fő (2022. január 1.). Chevregny Braye-en-Laonnois, Colligis-Crandelain, Laval-en-Laonnois, Lierval, Monampteuil, Nouvion-le-Vineux, Ostel és Trucy községekkel határos.

## Népesség
A település népességének változása:
| Lakosok száma | 176  | 147  | 178  | 195  | 196  | 192  | 187  | 185  | 185  | 191  |
|               | 1968 | 1982 | 1990 | 2006 | 2013 | 2015 | 2017 | 2019 | 2020 | 2022 |